# 乌克兰空降突击军
乌克兰空降突击军（烏克蘭語：Десантно-штурмові війська України，羅馬化：Desantno-shturmovi viiska Ukrainy，縮寫：ДШВ/DShV）是乌克兰武装部队的五个分支之一。它成立于1992年，总部设在日托米尔。2016年，成为乌克兰武装部队的一个独立分支，在这之前他们一直是乌克兰陆军的一部分。2018更名为空降突击军。其主要职责是深入敌方领土后方并破坏指挥系统，阻止撤退，消灭入侵的敌军伞兵，保卫国内重要设施。他们被认为是乌克兰武装部队的精英。他们有一个昵称，叫做浣熊。

## 历史
乌克兰空中突击部队于1992年成立，当时其是乌克兰陆军的一部分。2016年，乌克兰最高拉达通过了第1420-VIII号法案，使空中机动部队成为乌克兰武装部队的一个独立分支，2018年4月5日的第2396-VIII号法案将其更名为空降突击军。在成立后的15年里，乌克兰伞兵在巴尔干地区、伊拉克、科威特、黎巴嫩、塞拉利昂、利比里亚、埃塞俄比亚、格鲁吉亚和刚果民主共和国都曾出现过。2007 年，第13独立空降突击营作为波兰-乌克兰和平部队营的一部分在科索沃维和部队服役。

### 顿巴斯及其他地区的战争
2014年8月，第95空中突击旅在后方进行了一次突袭。得到装甲装备和附件的增援的第95旅，突袭了分离主义战线的后方，推进了450公里，摧毁、俘获了许多俄罗斯的坦克和大炮，然后返回乌克兰边境线和建立了一条走廊，让被困在边境的乌克兰军队和平民可以撤退。这是军事史上最长的装甲袭击之一。
2017年的乌克兰伞兵日 ，时任总统波罗申科表示，469名乌克兰伞兵在当时正在进行的顿巴斯战争中丧生。2018年11月21日，他将这个数字调整为487。

### 2017年改革
2017年11月21日，乌克兰第380号总统令将空降突击军日更改为11月21日。这个日子是东方正教会旧历法中大天使米迦勒的纪念日，在此之前，这个日子和苏联时期一样于8月2日庆祝。在这天，他们也获得了新的标志——降落伞的圆顶“作为世界各地空降部队的象征”、大天使米迦勒的翅膀和“他用来打击敌人的火焰之剑”。乌克兰伞兵的颜色改为栗色。
时任总统波罗申科说：“在11月21日庆祝你们的节日是合理的。通常庆祝的8月2日是莫斯科军区的伞兵第一次跳伞的日子。我们怎么样？莫斯科不是基辅，乌克兰不是俄罗斯。”他补充道：“新伞兵日的开始是历史和政治的乌克兰化的重要部分——替代苏俄强加给我们的。”从2017年开始，伞兵们佩戴同许多西方空降部队一样的的栗色贝雷帽。

## 结构

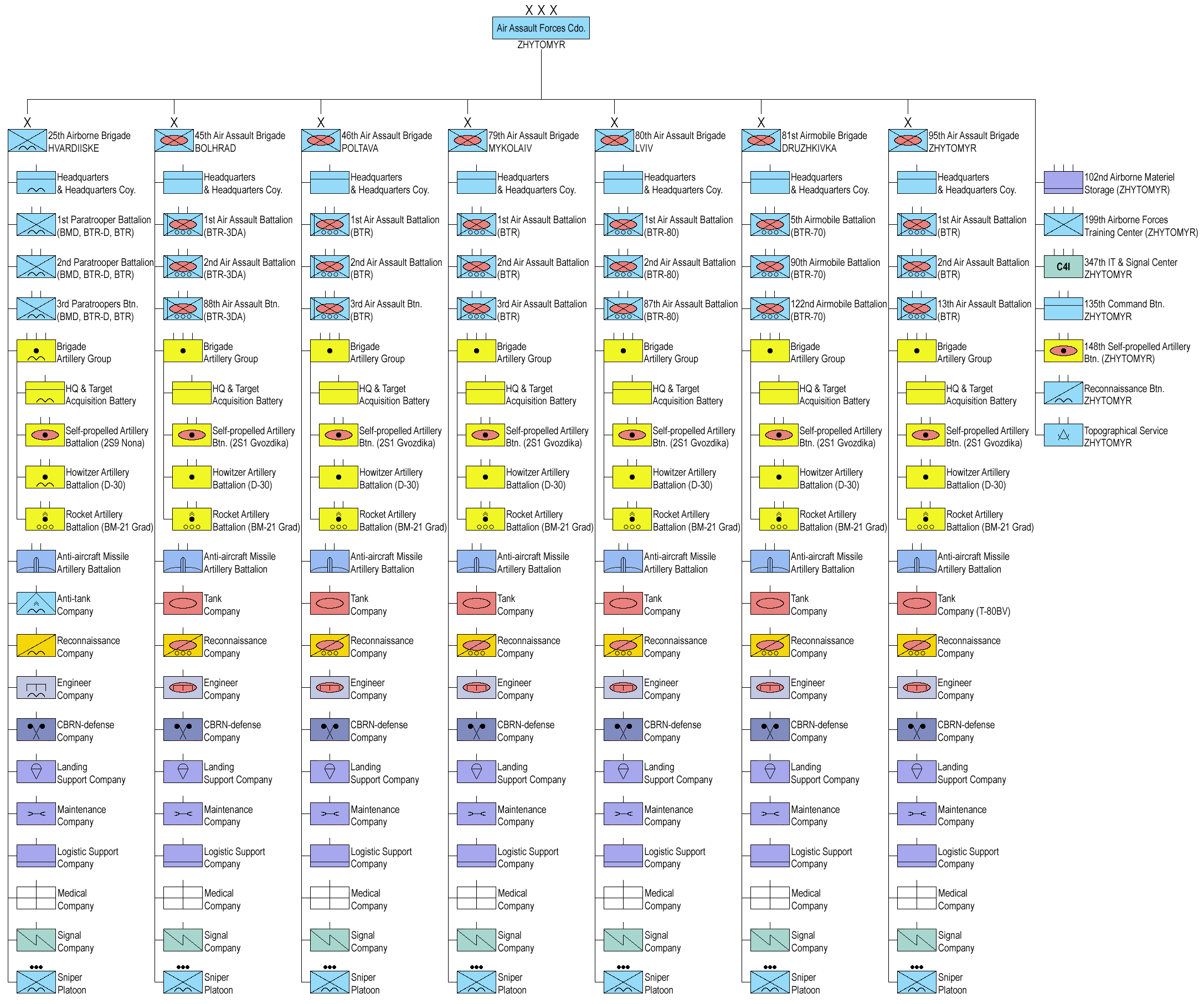
2017年的乌克兰空降突击军结构（英文）

### 2001
2001年时乌克兰空降突击军的结构如下：
| 单位               | 部队代号 | 驻扎地                      | 现状 |
| ------------------ | -------- | --------------------------- | --- |
| 第1空中机动师      | А0220    | 博尔赫拉德                  | 2003年解散 |
| 第25空降旅         | А1126    | 近衛軍村                    | |
| 第45空中机动旅     | А1533    | 博尔赫拉德                  | 2003年第1空中机动师解散后改组为第16机械化旅（部队编号1533），2006年解散。2013年，第88独立空中机动营重新使用了这个番号。 |
| 第27机械化旅       | А0664    | 比爾霍羅德-德涅斯特羅夫斯基 | 2004年解散。 |
| 第91炮兵团         | А0242    | 韦谢利库特                  | |
| 第95独立空中机动旅 | А0281    | 日托米尔                    | |
| 第79独立空中机动团 | А0224    | 尼古拉耶夫                  | |
| 第80独立空中机动团 | А0284    | 利沃夫                      | |

|  |               |
|  | 第1空中机动师 |
|  | 独立旅        |
|  | 独立团        |

### 现今部队结构[4]
| 司令部 位于日托米尔 | 司令部 位于日托米尔 | 司令部 位于日托米尔 | 司令部 位于日托米尔 | 司令部 位于日托米尔 | 司令部 位于日托米尔 | 司令部 位于日托米尔 | 司令部 位于日托米尔 | 司令部 位于日托米尔 | 司令部 位于日托米尔 |
| ------------------- | ------------------- | ------------------- | ------------------- | ------------------- | ------------------- | ------------------- | ------------------- | ------------------- | ------------------- |

| 第25独立空降旅                      |  | А1126 | 近衛軍村       | 第7快速反應軍      |
| 第46獨立空中機動旅                  |  | A4350 | 波爾塔瓦       | 第8空中突擊軍      |
| 第71獨立獵兵旅                      |  | A4030 | 巴甫洛格勒     | 第8空中突擊軍      |
| 第77獨立空中機動旅                  |  | A4355 | 克利福洛       | 第7快速反應軍      |
| 第78獨立空中突擊團                  |  | A7788 |                | 第7快速反應軍      |
| 第79独立空降突击旅                  |  | А0224 | 利沃夫         | 第7快速反應軍      |
| 第87独立空中机动营（第3营战术大队） |  | А2582 | 切尔诺夫策     | 第79独立空降突击旅 |
| 第81独立空中机动旅                  |  | А2120 | 克拉马托尔斯克 | 第7快速反應軍      |
| 第5营战术大队                       |  | А1493 | 捷伦季伊夫卡   | 第81独立空中机动旅 |
| 第90独立空中机动营                  |  | А0641 | 康斯坦丁尼夫卡 | 第81独立空中机动旅 |
| 第122独立空中机动营                 |  | А4165 | 德鲁日基夫卡   | 第81独立空中机动旅 |
| 第80獨立空中突擊旅                  |  | A0284 | 利沃夫         | 第8空中突擊軍      |
| 第81獨立空中機動旅                  |  | A2120 | 克拉馬托爾斯克 | 第7快速反應軍      |
| 第82獨立空中突擊旅                  |  | A2582 | 切爾諾夫策     | 第8空中突擊軍      |
| 第87維護營                          |  | A4885 |                | 第7快速反應軍      |
| 第88維護營                          |  |       |                | 第8空中突擊軍      |
| 第95独立空降突击旅                  |  | А0281 | 日托米尔       | 第8空中突擊軍      |
| 第13独立空降突击营                  |  | А1910 | 日托米尔       | 第95独立空降突击旅 |
| 第132独立侦察营                     |  | А2298 | 日托米尔       | 第7快速反應軍      |
| 第148独立砲兵旅                     |  | А3316 | 日托米尔       | 第8空中突擊軍      |
| 第7快速反應軍                       |  |       |                |                    |
| 第8空中突擊軍                       |  | A5080 | 切爾諾夫策     |                    |
| 第421無人系統營                     |  | A5044 |                | 第7快速反應軍      |

| 第199训练中心                  |  | А2900 | 捷捷里夫卡 |               |
| 第37靶场(包括一个空降训练学校) |  | А0339 | 捷捷里夫卡 | 第199训练中心 |

| 第135独立指挥营             |  | А3204 | 日托米尔 |
| 第102机载设备和财产独立仓库 |  | А3749 | 日托米尔 |
| 第124地形部队               |  | А1977 | 日托米尔 |
| 第232联合供应基地           |  | А0310 | 拉赫尼   |
| 第347信息和电信节点         |  | А0876 | 日托米尔 |
| 第12国家机密保护中心        |  | А4223 | 日托米尔 |